# Jean-Louis Berdot
Jean-Louis Berdot est un réalisateur français, qui a essentiellement réalisé des films documentaires. Il a aussi été le cofondateur du master documentaire à l'université Paris-Diderot et s'occupa un temps du festival Biarritz Amérique latine.

## Biographie
Après une thèse de 3e cycle en sciences en 1966 sur les gallates de terres rares,il devint professeur de physique à Orléans, il a suivi en parallèle des études théâtrales et obtenu une bourse du CNC pour réaliser premier court métrage. C'est en 1973 qu'il réalisa son premier documentaire
Entré à Paris 7 en 1971, il a ensuite été le cofondateur du master documentaire à l'université Paris-Diderot
Il s'occupa un temps du festival Biarritz Amérique latine.
Pour lui, « Parce qu'il puise ses images dans le réel, le documentaire se devrait d'être « vrai ». Son histoire témoigne au contraire de multiples arrangements avec la réalité  »

## Filmographie

### Documentaires
- 1977 : Un peuple, un canal
- 1992 : Desa Kala Patra. Sebatu, village balinais[7]
- 1993 : Albanie, autopsie d'une dictature
- 1995 : Enver Hodja ou l'imposture albanaise[8]
- 1999 : Où vas-tu Albanie ?[9]
- 2010 : Monique Chemillier-Gendreau, parcours d'une combattante de Samia Serri. Commentaires de Jean-Louis Berdot[10]

### Courts métrages
- 1970 : Cave canem, image : Henri Czap, son : Dominique Dalmasso, montage : Catherine Barma[11].
- 1983 : Pourrira, avec Michel Aumont et Daniel Laloux, directeur de la photographie Jean-Claude Larrieu[12]

### Acteur
- 1980 : Un escargot dans la tête de Jean-Étienne Siry
- 1983 : L'Argent de Robert Bresson

## Critiques
- Sur Un peuple, un canal : « J.-L. Berdot s’entretient notamment avec les cinéastes du très actif Grupo Experimental de Cine Universitario, dont le directeur, M. Pedro Rivera, commente quelques-uns des films militants réalisés pour dénoncer l’impudence de l’occupant nord-américain. Il constate, devant des images d’agression, de violence, la nécessité, pour l’Amérique latine, d’un cinéma anti-impérialiste dont ce film de Jean-Louis Berdot voudrait être, en Europe, une efficace illustration. » Ignacio Ramonet, Le Monde diplomatique, septembre 1977[13]
- Sur Albanie, autopsie d'une dictature : « La peur plus la manipulation permanente des esprits, tels étaient les principaux ingrédients de cette dictature exemplaire que ce documentaire analyse admirablement. » Ignacio Ramonet, Le Monde diplomatique, janvier 1994[14]